# Toby Harris, Baron Harris of Haringey

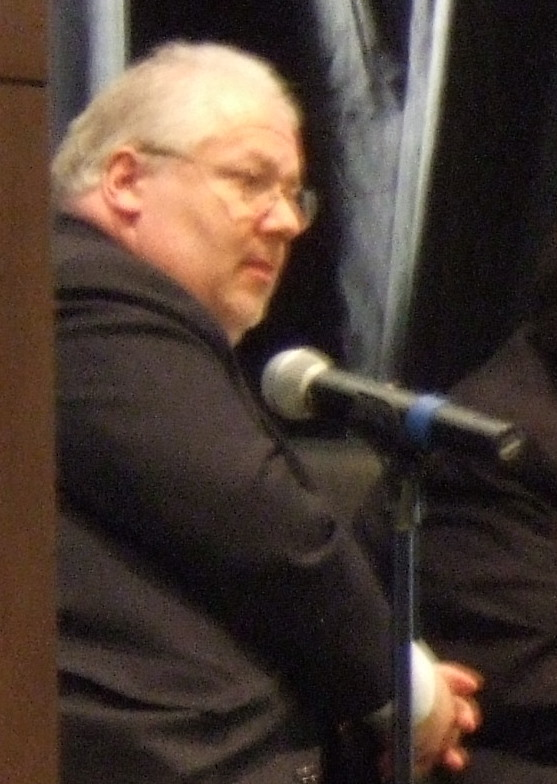
Lord Harris

Jonathan Toby Harris, Baron Harris of Haringey (* 11. Oktober 1953) ist ein britischer Politiker und Life Peer im House of Lords für die Labour Party.

## Leben und Wirken
Er ging auf die Haberdashers' Aske's Boys' School und das Trinity College in Cambridge und wurde Präsident der Cambridge Union Society. In Cambridge war er Mitglied des Cambridge University Liberal Club.
Er war Stadtrat und Leiter des Haringey Borough Council sowie Chairman der Association of London Government. Er wurde 1988 als Baron Harris of Haringey, of Hornsey in the London Borough of Haringey, zum Life Peer erhoben. Er war in Haringey 24 Jahre lang Stadtrat und beendete diese Tätigkeit im Jahr 2002, zwei Jahre nachdem er 2000 in die London Assembly for Brent and Harrow gewählt worden war.
Als Leiter des Haringey Council hatte er die Aufgabe, mit einer Kostensteigerung von mehreren Millionen Pfund umzugehen, die unter der Leitung von Bernie Grant bei der Restaurierung des Alexandra Palace eingetreten war, dessen Trust der Council im Auftrag der Bevölkerung von London führt. Er hat 1991 die Entscheidung des Attorney-General nicht akzeptiert, dass die politisch peinlichen Mehrausgaben illegal gewesen seien und deshalb nicht der Stiftung in Rechnung gestellt werden könnten. Sondern er vertrat die Meinung, dass die Stiftung dem Council inklusive Zinseszins 30 Mio. £ schulde, und versuchte, den gesamten Palast zu verkaufen, ein Lösungsansatz, den seine Nachfolger nach wie vor verfolgen, obwohl der High Court das 2007 unterband.
Einer der Kritikpunkte während seiner Amtszeit waren die hohen Ausgaben, die er seinen Amtskollegen genehmigte. Im Laufe eines Jahres gab Cllr Harris mehr als 24.000 £, einschließlich von mehr als 15.000 £ für Taxifahrten, aus. Der Auditor räumte ein, dass dies nicht inkorrekt gewesen sei, aber kritisierte, dass aufgrund des bestehenden Systems die Führungsmitglieder nie Rechnungen für kleinere Ausgaben erhielten und so nie überprüften, was dem Council in Rechnung gestellt wurde.

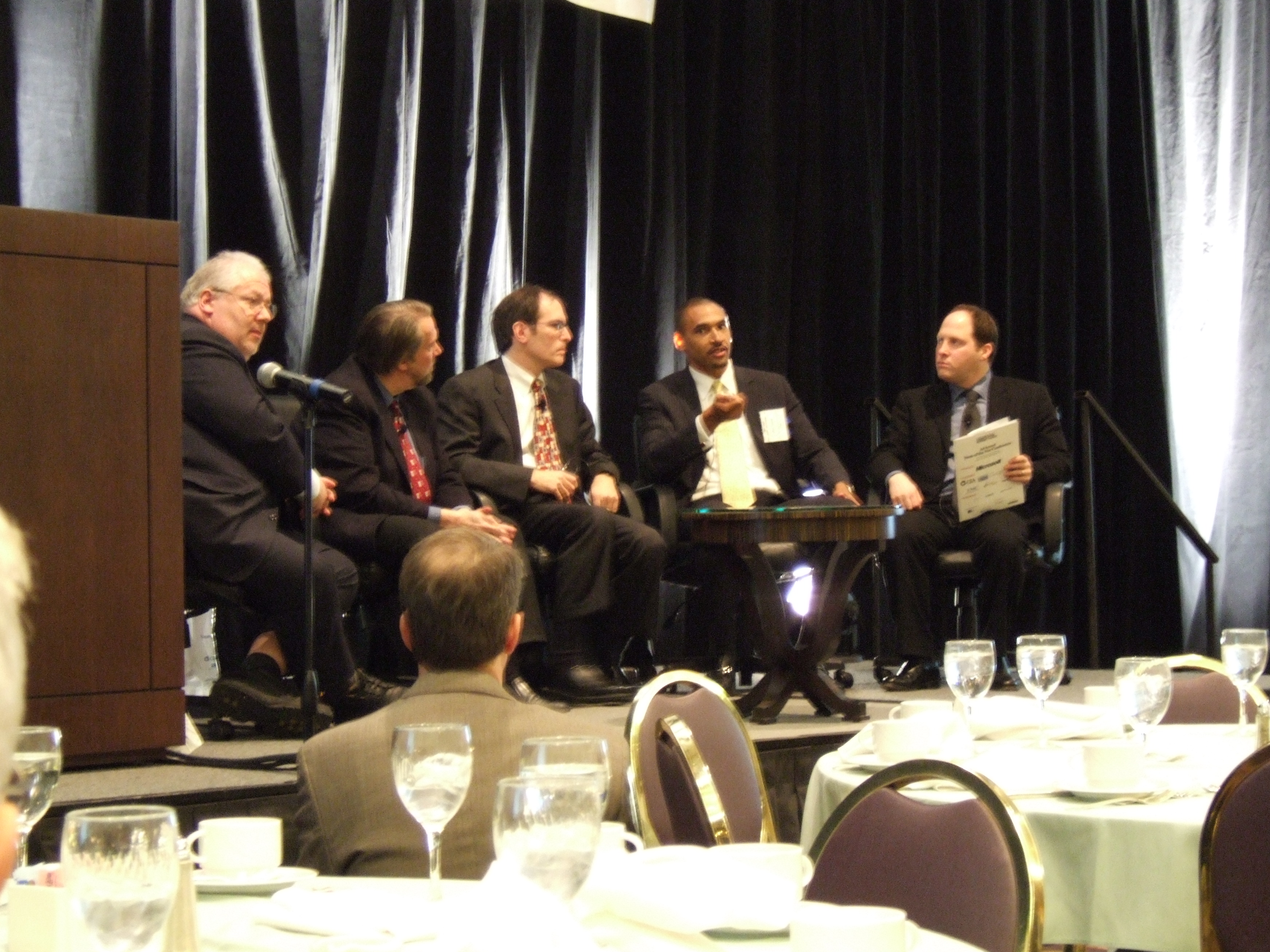
Lord Harris (links) bei der State of the Net Conference in Washington, D.C.

Er war der Leiter der Labour Gruppe in der London Assembly, bis er bei der Wahl von 2004 seinen Sitz verlor. Er war von 2000 bis 2004 der erste Chairman der Metropolitan Police Authority zu einer Zeit als Police Community Support Officers und Nachbarschaftshilfe eingeführt wurden. Er repräsentiert jetzt den Home Secretary in der Metropolitan Police Authority und überprüft deren Arbeit bezüglich Terrorismus und Sicherheit.
Er berät die KPMG sowie Transport for London und weitere öffentliche und private Organisationen. Er ist Chairman von Freedom einer britischen Wohltätigkeitsorganisation, die über erzwungene Ehen und Gewalt aufgrund von falschverstanden Ehrbegriffen aufklärt. Er war von 1987 bis 1998 Direktor der Association of Community Health Councils for England and Wales. Er ist Chairman der parteiübergreifenden Parliamentary Group on Policing und Schatzmeister des Parliamentary Information Technology Committee. Er ist Mitglied des House of Lords Select Committee, das sich um persönliche Internetsicherheit kümmert. Im House of Lords ist er auf polizeiliche Angelegenheiten, lokale Regierungen sowie Technologie- und Gesundheitsthemen spezialisiert.